# نادي الميناء
نادي الميناء الرياضي نادي رياضي جماهيري عراقي تأسس في البصرة في 22 نوفمبر 1931 يعتبر أحد أفضل الأندية العراقية، وهو الممثل الشرعي لكرة البصرة؛ حيث رفد ولا زال يقدم الكثير من اللاعبين إلى المنتخبات الوطنية، وفي أكثر من فعالية رياضية، ولجميع الفئات، بل يعتبر الإنجاز الأهم في تاريخ الرياضة العراقية هو من حصة ابن البصرة الرياضي الراحل عبد الواحد عزيز أحد أبطال نادي الميناء، ووسامه البرونزي الوحيد في تاريخ الرياضة الأولمبية العراقية في الأولمبياد .
حصل نادي الميناء الرياضي على بطولة الدوري العراقي الممتاز مرة واحدة موسم 1977- 1978 وتأهل إلى دوري أبطال آسيا للمرة الأولى بعد ما حلّ بمركز الوصيف خلف القوة الجوية الذي حرم النادي البصري من فوزه الثاني بلقب الدوري العراقي، بعد ما تغلب عليه بنتيجة 2-0 في نهائي البطولة موسم 2004 - 2005.
من الأسماء الكبيرة التي قدّمها نادي الميناء وقدمتها رياضة البصرة إلى المنتخبات: فالح حسن وصفي وشاكر إسماعيل وكريم علاوي وقاسم حمزة ورحيم كريم وهادي أحمد وعلاء أحمد والمرحوم صبيح عبد علي وعبد الرزاق أحمد وسعيد يشوع وبيرسي لينزديل وجليل حنون وعزيز عبد الله وعلي عبد الزهرة وعادل ناصر وأسعد عبد الرزاق وعقيل هاتو وعلي أحمد الديوان وآخرين كُثر ..

## تاريخ النادي
تعود بداية تكون النادي إلى ما قبل تأسيسه الرسمي بثلاث سنوات حين تمركز الجنود الأجانب، والبريطانيون بشكل خاص، على ضفتي شط العرب إبان الاحتلال البريطاني للبصرة عام 1914 مما دفعهم إلى إنشاء ما هو أشبه بمرفق ترفيهي لهم في منطقة المعقل يشمل متنزهاً وساحات خضراء للعب مختلف الألعاب الفردية والجماعية. ثمَّ تم التنسيق بعد ذلك مع شركة الموانىء لجعل ذلك المتنزه ناديا، أصبح فيما بعد نادي الميناء، في حين ارتبطت تسمية البورت كلوب (Port Club) بالنادي في ذلك الوقت بسبب كثرة تواجد الأجانب فيه، وقد شمل النادي ألعاباً عدة، منها كرة القدم، حيث كان يملك ساحة مفتوحة ومدرجات من جانب واحد. وبعدما انتقلت إدارة الميناء من منطقة التنومة التابعة لقضاء شط العرب إلى المعقل فكر الموظفون حينذاك باتخاذ إحدى الدور في حي المعقل لتكون بمثابة ناد يجمع شملهم ويقضون به أوقات فراغهم، وشيئاً فشيئاً أدخلت الألعاب المسلية لهذا النادي. وفي سنة 1931 تأسس النادي بشكل رسمي، وتألفت أول هيئة إدارية تسلمت إدارته مكونة من: المستر سي أف نيكل رئيساً، والوماندر دي هندرسن نائباً للرئيس والسادة: فيليب انكرلي سكرتيراً، وراي صاحب أي كي بوص أميناً للصندوق وال أي مولكي، وسي بي إس منون راي صاحب، وكامل عبد الأحد، وعلي فؤاد، وجي بي جون أعضاءً، وهكذا أدخلت الصفة الرسمية لهذا النادي بتشكيل هيئة إدارية، وأخذت الحركة الرياضية تنمو شيئاً فشيئاً، وتوليها الهيئة الاهتمام حتى تشكل أول فريق كرة قدم من السادة: ماركار أفاديسيان، ودهجت أوهانيس، وليو ستيفن، وصموئيل اكش، وعزيز هرمز، ورشاد المفتي، وخضير عباس. وبهذا فإن كرة القدم تعتبر أول لعبة رياضية مورست في النادي بشكل رسمي.
تزامن تأسيس نادي الميناء مع تأسيس نادي القوة الجوية في نفس العام، وهما يعدان من أعرق الأندية العراقية من حيث الألعاب التي تمارس فيهما؛ فهناك ألعاب كرة القدم والهوكي والفروسية والفنون القتالية والسباحة وكرة اليد والسلة وغيرها من الألعاب المعروفة في النادي.
كانت أغلب مباريات الفريق في كرة القدم تجمعه مع نادي شركة النفط في البصرة مطلع الأربعينيات، وكانت مباريات الفريقين تستقطب جماهير كثيرة؛ لما يضمه الناديان من نجوم ولاعبين معروفين ولقوة المنافسة بينهما.

### بداية المعسكرات الخارجية
عام 1950 أي في العام الذي انضم فيه الاتحاد العراقي لكرة القدم إلى الاتحاد الدولي لكرة القدم قام نادي الميناء الرياضي بخوض عدة مباريات مع أندية إيرانية، وقد حلّ ضيفاً ثقيلاً على تلك الأندية في إيران: حيث التقى نادي الميناء الرياضي مع نادي شاهين الرياضي وكانت نتيجة تلك المباراة التعادل الإيجابي بواقع هدفين لكل منهما. ولعب مع نادي الجيش الإيراني وانتهت المباراة بفوز الميناء على الجيش الإيراني بنتيجة (2-1). والتقى مع نادي الأهواز وفاز عليه بنتيجة كبيرة حيث سجل خمسة أهداف مقابل هدف واحد للأهواز. ولعب نادي الميناء مع نادي المحمرة وتغلب عليه بثلاثة أهداف مقابل هدف واحد. والتقى مع نادي شركة نفط عبادان وكان الفوز حليف الميناء أيضاً.
ثم كانت للنادي سفرة خارجية في منتصف الخمسينيات وتحديداً عام 1955 إلى إيران ولعب ضد نادي تبريز وتعادل معه بهدفين لهدفين ومن خلال هذه المباراة تم اختيار أربعة لاعبين منه للمنتخب الوطني العراقي الذي قابل منتخب تركيا في أنقرة وهؤلاء هم كريم علاوي وشاكر إسماعيل وسعيد يشوع وبيرسي لينزديل.

### فوز الفريق بدرع الدوري العراقي
بدأ نادي الميناء الرياضي بالمشاركة في بطولة الدوري العراقي الممتاز منذ العام 1975 - 1976 بعد فك ارتباطه من نادي البريد الذي كان يمثل معه فريقاً واحداً سمي نادي المواصلات، لكن الفكرة لم يكتب لها النجاح لان لاعبي الميناء يتدربون في البصرة، ولاعبو البريد يتدربون في بغداد وأصبح اللاعبون يجتمعون فقط أثناء المباريات.
ويعد موسم 1977- 1978 الموسم الذهبي للكرة المينائية بحصول النادي على كأس الدوري، ونقله لأول مرة من خزانات أندية العاصمة بغداد إلى ثغر العراق الباسم تحت قيادة المدرب القدير جميل حنون، بعد أن جمع الفريق 21 نقطة من الفوز بثمانية لقاءات وتعادله في خمسة لقاءات، ولم يخسر أية مباراة في هذا الموسم. وكذلك حصول لاعب الميناء المبدع جليل حنون على لقب هداف الدوري برصيد 11 هدفا .
اشترك 14 فريقا في منافسات هذا الموسم . حيث انطلق الدوري العراقي في يوم 1 أكتوبر 1977 بلقائين: لقاء فريق الزوراء مع فريق الجامعة والذي انتهى بفوز زورائي كبير بنتيجة 3-0 ، وجمع اللقاء الآخر فريق الميناء بفريق صلاح الدين الذي انتهى بالتعادل الإيجابي بهدفين لكل منهما. وكان آخر لقائين في الدوري في يوم 31 مارس 1978 جمع كل من ناديي صلاح الدين والثورة الذي انتهى بفوز فريق صلاح الدين بهدف مقابل لا شيء لفريق الثورة، بينما جمع اللقاء الثاني فريق الميناء بفريق الشرطة، وانتهى اللقاء مينائي بهدف ضد لا شيء للشرطة.

### قصة المباراة النهائية
بتاريخ 31 مارس 1978 جرى اللقاء المرتقب والفاصل لحسم لقب بطولة الدوري الممتاز للموسم 1977- 1978 بين فريقي الميناء والشرطة في ملعب الميناء الذي لم يكن يتسع لأكثر من 15 ألف متفرج، بينما الحضور كانوا أضعاف ذلك الرقم, فلجأ عدد كبير من الجمهور للصعود على سقف المقصورة الرئيسية، فيما تسلق قسم آخر منهم أعمدة الأنوار الكاشفة، وصعد قسم فوق السياج، وبقي عدد كبير منهم خارج الملعب.
اللقاء الفاصل هذا جرى ضمن مباريات الدور الأخير من الدوري، وهو لقاء حاسم كون فوز الميناء فيه يجعله بطلًا لدوري ذلك الموسم، أما الشرطة فلم تكن تهمه نتيجة اللقاء بقدر مسألة تحسين موقعه، فيما كان هناك طرف آخر يترقب المباراة على أحر من الجمر وهو الزوراء الذي كانت فرصته قائمة للفوز باللقب متى ما تعادل الميناء أو خسر في هذا اللقاء .
كان اللقاء كبيرا وحماسيا ومثيرا لما يحويه من نخبة من أبرز نجوم الكرة العراقية وقتها في كلا الفريقين, ففي الميناء كان هناك هادي أحمد وشقيقه عبد الرزاق أحمد وجليل حنون وعلاء أحمد ورحيم كريم والمرحوم صبيح عبد علي, أما في الشرطة فقد كان هناك رعد حمودي ودوكلص عزيز ومحمد طبرة وعصام خليل ورياض نوري ومعتز حسين .
جاء اللقاء قويا وحماسيا ورجوليا وكانت أحداثه حامية الوطيس, وعلى الرغم من أن الشوط الأول انتهى سلبياً رغم الكم الكبير من الفرص التي لاحت أمام لاعبي الفريقين، وكانت نتيجة هذا الشوط عادلة نظراً لتساوي كفة الفريقين في العطاء داخل الملعب .
وفي الشوط الثاني اشتدت وتيرة اللعب وتبادل الفريقان الهجمات مع صيحات الجماهير البصرية التي كانت تهز الملعب, أما جماهير فريق الشرطة فكانت تشغل جانباً من المدرجات، وكانت هي الأخرى تهتف بحماس منقطع النظير لفريقها, وفي الدقائق الخمس الأولى من هذا الشوط استلم جليل حنون كرة على مشارف منطقة جزاء فريق الشرطة، وراوغ فيها اثنين من مدافعي الخصم بسرعة خاطفة مما اضطر أحد المدافعين إلى إسقاطه داخل منطقة الجزاء، لم يتوانَ الحكم معها في إعلان ضربة جزاء صحيحة لفريق الميناء، تقدم جليل حنون لتنفيذها وسدد الكرة بدقة عالية وهدوء، محرزاً أول أهداف اللقاء ليهتز الملعب بالتشجيع والتصفيق والهتافات فرحاً بهذا الهدف الغالي الذي يساوي وزنه ذهباً.
بعد الهدف أدرك الشرطة أن الوقت بدا يضيق ولم يكن أمامه سوى الهجوم ولا غيره, فمرت الدقائق ثقيلة والشرطة يضغط وينتقل للهجوم الضاغط على مرمى الميناء الذين تحصنوا جيداً داخل منطقة جزائهم، فأضاع لاعبوه أكثر من ثلاث فرص خطيرة خلال الدقائق الـ 15 الأخيرة من اللقاء, وفي المقابل أضاع الميناء فرصة هدف محقق خلال الدقائق الأخيرة, وفي تلك الدقائق من اللقاء وبعد أن ظن الميناء أن المباراة حسمت لصالحهم ووسط حالة من الاستعجال لازمت لاعبي الفريق احتسب حكم اللقاء ضربة جزاء صحيحة لصالح فريق الشرطة أسكتت أكثر من 15 ألف متفرج كانوا في الملعب، وظن الجميع أن حلم اللقب قد ضاع خلال هذه الركلة التي احتسبها الحكم بعد تعرض لاعب الشرطة معتز حسين إلى إعثار داخل منطقة الجزاء بعدما قام بمجهود فردي رائع داخل منطقة الجزاء في الدقيقة قبل الأخيرة, وهنا حامت الأنظار كلها حول من سيسدد هذه الركلة, وكانت المفاجأة الكبيرة بأن يعطي مدرب فريق الشرطة الضوء الأخضر للحارس رعد حمودي لتنفيذها وسط استغراب كل من في الملعب, وبينما خفقت القلوب وجمدت الدماء في العروق سدد رعد حمودي الكرة بقوة، ولكن حارس مرمى الميناء ستار فرحان تمكّن من صدها ببراعة قلّ نظيرها لتعود الأفراح والهتافات إلى ملعب اللقاء من جديد بعد أن عاد الأمل للميناء مرة أخرى بعد أن كان على بعد لحظات من ضياع الفرصة, وبعد مدة قليلة من ضربة الجزاء هذه جاءت صافرة الحكم وانتهت المباراة وفاز الميناء بالدوري العراقي لكرة القدم لأول مرة في تاريخه.

### تشكيلة الفريق موسم 1977- 1978
ملاحظة: تشير الأعلام إلى المنتخب بحسب قواعد الأهلية المعتمدة من قبل الفيفا؛ تنطبق بعض الاستثناءات المحدودة. وقد يحمل اللاعبون أكثر من جنسية لا تعترف بها الفيفا.
| الرقم | البلد  | المركز | اللاعب            |
| ----- | ------ | ------ | ----------------- |
|       | العراق | حارس   | ستار فرحان        |
|       | العراق | حارس   | سمير نوري المطوري |
|       | العراق | مدافع  | عزيز عبد الله     |
|       | العراق | مدافع  | صبيح عبد علي      |
|       | العراق | مدافع  | عبد الرضا حسين    |
|       | العراق | مدافع  | رحيم كريم         |
|       | العراق | مدافع  | خليل إبراهيم حبيب |
|       | العراق | وسط    | هادي أحمد         |

| الرقم | البلد  | المركز | اللاعب          |
| ----- | ------ | ------ | --------------- |
|       | العراق | وسط    | علاء أحمد       |
|       | العراق | وسط    | علي عبد الزهرة  |
|       | العراق | وسط    | عبد الرزاق أحمد |
|       | العراق | مهاجم  | جليل حنون       |
|       | العراق | مهاجم  | حسن عبد الحسين  |
|       | العراق | مهاجم  | عدنان صدام      |
|       | العراق | وسط    | ستار جبار       |
|       | العراق | مهاجم  | هادي جبار       |

### تذبذب مستوى الفريق زمن الحرب
عند بداية الحرب العراقية-الإيرانية عام 1980 أصبحت البصرة الميدان الأول للمواجهة العسكرية وأضحت جبهة قتال مستعرة، وعلى امتداد ثماني سنوات ألقت الحرب بظلالها على جميع المرافق الحياتية في المحافظة ولم يسلم الواقع الرياضي من ذلك، فسرعان ما سيق أكثر اللاعبين إلى جبهات القتال، ولم يعد للفريق مكان للتدريب، كما أن التخصيصات المالية أصبحت شبه منعدمة، وهاجر أهم نجوم النادي ليلعبوا في الأندية البغدادية الكبيرة، فتسبب كل ذلك بتدهور مستوى النادي بشكل تام، حتى هبط إلى مصاف الدرجة الأولى في موسم 1986، ولكنه عاد بعد موسم واحد فقط، وظل وضعه متذبذباً بعد حرب الخليج الثانية التي بدأت عام 1991 والتي قضت على الواقع الرياضي في عموم العراق.
ومع التغيير الذي جرى بعد غزو العراق وإسقاط النظام السابق عام 2003 واهتمام الشركة العامة لموانىء العراق بالنادي بدأ الفريق يتعافى شيئاً فشيئاً، ولعل من أهم المواسم المتميزة للنادي هو موسم 2004-2005 حيث تصدر الميناء فرق المجموعة الجنوبية في الدوري الممتاز، وتأهل إلى دوري النخبة، ومنه إلى المربع الذهبي وتمكن من الفوز على الزوراء في بغداد بهدف واحد نتيجة ضربة جزاء سجلها سجاد عبد الكاظم وتعادل معه في البصرة بدون أهداف؛ ليتأهل إلى مباراة الختام التي جمعته مع فريق القوة الجوية، وكان طموحه نقل الدرع مرة أخرى، لكنه اصطدم بقوة الصقور، وخسر معه بهدفين دون رد، ليحصل على لقب الوصيف، وفرصة تمثيل العراق في المسابقات الآسيوية صحبة القوة الجوية.

### إنجازات مع الفرق الخارجية
من الإنجازات الكبيرة لنادي الميناء تحقيقه الكثير من النتائج الملفتة للنظر مع الفرق الخارجية ومنها الفوز على نادي البحرية الهندي (7-0) ونادي البحارة الغامبي (4-0) ونادي نيوكاسل الإنكليزي (4-1) والفوز على نادي نفط عبادان (4-3) ونادي دمشق السوري (2-0) ونادي شعاع الإيراني (2-صفر) والتعادل مع نادي القادسية الكويتي (3-3) .
ونادي الميناء هو أول نادي عراقي يستطيع الفوز على منتخب وطني وكان ذلك العام 1972 عندما فاز على منتخب الصين الوطني بهدف نظيف. وهناك العشرات من المباريات الودية والرسمية للفريق مع أندية عربية وغربية جرت على أرض البصرة وعلى ملعب الخصوم استطاع فيها من تحقيق نتائج كبيرة لا يسع المجال لذكرها.
ومن أهم اللقاءات مع المنتخبات الوطنية مباراة الميناء مع المنتخب الجزائري، وكانت النتيجة ثلاثة لمنتخب الجزائر مقابل هدفين للميناء، وجرت المباراة على ملعب شركة نفط الجنوب، وكانت غاية في الإبداع؛ لما يتمتع به منتخب الجزائر من سمعة طيبة في عالم كرة القدم، إذ يضم نخبة ممتازة ومن خيرة أبطال العالم في هذه الرياضة.

## الهيئة الإدارية الحالية
| المنصب        | الاسم           |
| ------------- | --------------- |
| الرئيس        | فرحان الفرطوسي  |
| نائب الرئيس   | علاء عبد الخالق |
| أمين السر     | رعد مالك شرقي   |
| الأمين المالي | بهاء الدين حسين |
| عضو الهيئة    | محمد عبد الحسين |
| عضو الهيئة    | يوسف ارحيمه     |
| عضو الهيئة    | عادل ناصر       |
| عضو الهيئة    | علي طالب شرهان  |
| عضو الهيئة    | عقيل هاتو       |

## الجهاز الفني الحالي[3]
| المنصب           | الاسم                         |
| ---------------- | ----------------------------- |
| المدرب           | لؤي صلاح                      |
| مساعد المدرب     | هلكرد ملا محمد أوس إبراهيم    |
| مدرب حراس المرمى | عامر عبد الوهاب               |
| مدرب اللياقة     | محمد مصطفى إبراهيم            |
| محلل أداء        | خالد حسين علاس حسام راسم كوكز |

## التشكيلة الحالية
ملاحظة: تشير الأعلام إلى المنتخب بحسب قواعد الأهلية المعتمدة من قبل الفيفا؛ تنطبق بعض الاستثناءات المحدودة. وقد يحمل اللاعبون أكثر من جنسية لا تعترف بها الفيفا.
| الرقم | البلد  | المركز | اللاعب          |
| ----- | ------ | ------ | --------------- |
| 22    | العراق | حارس   | جعفر شنيشل      |
| 50    | العراق | حارس   | محمد صباح       |
|       | العراق | حارس   | محمد سعدون      |
|       | العراق | حارس   | عمار علي        |
| 2     | العراق | مدافع  | عبد الله محسن   |
| 17    | العراق | مدافع  | منتظر حسن       |
| 19    | العراق | مدافع  | حسن عودة        |
| 23    | العراق | مدافع  | حسين جبار       |
| 29    | العراق | مدافع  | كرار الأمير علي |
| 35    | العراق | مدافع  | مجتبى علي       |
| 36    | العراق | مدافع  | حميد علي حميد   |
| 38    | العراق | مدافع  | مهدي هاشم       |
| 40    | العراق | مدافع  | محمد غالب       |
| 42    | العراق | مدافع  | مسلم موسى فياض  |

| الرقم | البلد  | المركز | اللاعب            |
| ----- | ------ | ------ | ----------------- |
|       | العراق | مدافع  | زين العابدين حسين |
|       | العراق | مدافع  | عماد يوسف         |
| 5     | العراق | وسط    | أحمد محسن عاشور   |
| 6     | العراق | وسط    | حيدر سالم         |
| 7     | العراق | وسط    | أياد عبد فرحان    |
| 11    | العراق | وسط    | حاتم أيسر         |
| 15    | العراق | وسط    | محمد خضير         |
| 28    | العراق | وسط    | حمزة هادي أحمد    |
| 33    | العراق | وسط    | عباس ياس          |
| 39    | العراق | وسط    | ناجي ناصر         |
| 10    | العراق | مهاجم  | محمد شوكان        |
| 12    | العراق | مهاجم  | كرار جعفر         |
| 18    | العراق | مهاجم  | سالم أحمد         |
| 26    | العراق | مهاجم  | سجاد علاء         |

## ملعب الميناء
كان ملعب الميناء لكرة القدم عند تأسيسه في الثلاثينيات يحتوي على ساحة مفتوحة ومدرجات من جانب واحد. وفي الموسم 1960 -1961 تمت إضاءة ملعب النادي، واعتبر الملعب الثاني في الوطن العربي بعد ملعب الإسكندرية في مصر.
وفي منتصف الثمانينات تم وضع مصاطب بثلاث درجات حول الملعب لتتسع قدرة الملعب الاستيعابية إلى 4000 متفرج. وفي عام 1995 هُدَّت المصاطب، وبنيت مكانها مدرجات دائرية، بحيث أصبح استيعاب الملعب 10000 متفرج، وكانت المباراة التي افتتحت بها المدرجات الجديدة مباراة الميناء وسامراء وانتهت بفوز الميناء 1-0 بضربة جزاء نفذها مهاجم الميناء حينها عادل ناصر.
وما زال العمل متواصلاً في إعادة بناء ملعب الميناء الأولمبي بشكله الجديد منذ أكثر من ثلاث سنين ولم يكتمل حتى الآن. حيث يجسد الشكل الخارجي له سفينة وسط الأمواج البحرية محاطة برافعات الموانئ من جميع الجهات. ويستوعب الملعب 30000 متفرج، ويشيد على مساحة تبلغ 52 دونماً يتوسطها الملعب الرئيس المحمول بعدد من الركائز الكونكريتية الكبيرة يبلغ عددها 2040 ركيزة و 172 ركيزة لملعب التدريب.
وما زال نادي الميناء يواصل مشاركته في دوري النخبة العراقي حتى اليوم، ولا زال يحقق نتائج طيبة مع فرق مجموعته الجنوبية على الرغم من المعاناة الكبيرة للفريق بعدم وجود ملعب نظامي يتدرب عليه.

## أبرز مدربي الفريق
| - فرج دانو (1943- 1948) - حميد مجيد (1948- 1949) - كريم جابر (1953- 1954) - كامل عبودي (1954- 1955) - كريم علاوي (1955- 1956) - مايكل ستانلي (1959- 1961) - انغفارد هانسون (1961- 1963) - طارق خليل (1963- 1965) - محمد منثر (1965- 1966) (1967- 1968) - عبد السلام سعود (1966- 1970) - هادي حسن وصفي (1970- 1971) - حمزة قاسم (1971- 1973) - نجم عبد الله العزاوي (1973- 1975) - فالح حسن وصفي (1975- 1977) - جميل حنون (1977- 1978) (1980- 1983) - صبيح عبد علي (1978- 1979) - عبد المهدي هادي (1978- 1979) - رزاق أحمد (1979- 1980) (1983- 1984) (1986- 1988) - رحيم كريم (1984- 1986) - هادي أحمد (1988- 1992) (1995- 2002) - صبيح حسين (1993- 1995) | - عقيل هاتو (2002- 2004) (2005- 2006) (2012- 2013) - عبد الكريم جاسم (2004- 2005) - أسعد عبد الرزاق (2006- 2008) (2014- 2015) - عادل ناصر (2008- 2011) - رحيم حميد (2011- 2012) - غازي فهد (2012- 2013) ، (2017) - جمال علي (2013- 2014) - عمار حسين (2013- 2014) - حسن مولى (2013- 2014) - حسام السيد (2015- 2016) - مارين إيوان (2016- 2017) - فجر إبراهيم (2015- 2016) - ناظم شاكر (2017-2018) - عماد عودة (2018-2019) - فاليريو تيتسا (2019- 2021) - قصي منير (2021) - هاتف شمران (2021- 2022) - باسم قاسم (2022- 2023) - فريد مجيد (2023) - قحطان جثير (2023) - حسن أحمد (2023-2024) |  |

## الألعاب الرياضية الأخرى
لنادي الميناء فرق في الكثير من الألعاب الرياضية الأوليمبية وغير الأوليمبية بجانب كرة القدم، مثل فرق الملاكمة، وألعاب القوى، والكرة الطائرة، وكرة السلة، وكرة الصالات، وكرة الطاولة، والدراجات الهوائية، والسباحة، والكاراتيه.

## نجوم النادي
شكّل نادي الميناء الرياضي خلال عمره الطويل مدرسة رياضية كبيرة أثرت الرياضة العربية بالكثير من النجوم على مستوى الألعاب المختلفة، ومن أهم هؤلاء النجوم:
| اسم اللاعب          | اللعبة المشارك فيها | المناسبة |
| ------------------- | ------------------- | --- |
| كريم علاوي          | كرة القدم           | لاعب المنتخب الوطني العراقي لكرة القدم وشارك معه في كثير من المباريات الدولية ومنها سفرته الودية إلى تركيا                                                                 |
| شاكر إسماعيل        | كرة القدم           | لاعب المنتخب الوطني العراقي لكرة القدم وشارك معه في كثير من المباريات الدولية ومنها سفرته الودية إلى تركيا                                                                 |
| حمزة قاسم           | كرة القدم           | لاعب المنتخب الوطني العراقي لكرة القدم وشارك معه في كثير من المباريات الدولية ومنها سفرته الودية إلى أوروبا الشرقية                                                        |
| عبد الواحد عزيز     | رفع الأثقال         | شارك في دورة روما الأولمبية عام 1960 وحصل على الوسام البرونزي، كما شارك في الدورة الرياضية العربية عام 1953 وحصل على الوسام الفضي                                          |
| جميل بطرس           | رفع الأثقال         | شارك في الدورة الرياضية العربية عام 1953 وحصل على الوسام الفضي، حيث حصل مع زميله المينائي السابق الذكر عبد الواحد عزيز على وسامين فضيين من أصل ثلاثة للعراق في تلك الدورة. |
| محمد علي عبد الرزاق | ساحة وميدان         | بطل القفز العالي في دورة روما الأولمبية عام 1960 |
| عباس ناصر           | الدراجات الهوائية   | بطل الدراجات في الدورة الرياضية العربية سنة 1957 |
| سعد خليل طلال       | السباحة             | بطل السباحة (فراشة) في الدورة الرياضية العربية في مصر سنة 1965 |
| علي عبد الأمير      | الملاكمة            | بطل الملاكمة في الدورة الرياضية العربية في مصر سنة 1965 |
| هاتو فعل            | الدراجات الهوائية   | بطل الدراجات في الدورة الرياضية العربية في مصر سنة 1965 |
| جاسم محمد محسن      | الدراجات الهوائية   | بطل الدراجات في الدورة الرياضية العربية في مصر سنة 1965 |
| علي عبد الزهرة      | كرة القدم           | لاعب المنتخب الوطني العراقي لكرة القدم وشارك معه في كثير من المباريات الدولية ومنها بطولة مرديكا الدولية سنة 1977                                                          |
| أحمد الديوان        | كرة القدم           | شارك كإداري مع المنتخب الوطني العراقي لكرة القدم عام 1978 في المغرب بمدينة فاس                                                                                             |
| عادل عمران          | رفع الأثقال         | شارك في رفع الأثقال ببطولة كندا ومونتريال سنة 1976 |
| هادي أحمد           | كرة القدم           | لاعب المنتخب الوطني العراقي لكرة القدم وشارك معه في كثير من المباريات الدولية وآخرها دورة موسكو الأولمبية عام 1980.                                                        |
| علاء أحمد           | كرة القدم           | لاعب المنتخب الوطني العراقي لكرة القدم وشارك معه في كثير من المباريات الدولية وآخرها دورة موسكو الأولمبية عام 1980.                                                        |
| عادل خضير           | كرة القدم           | لاعب المنتخب الوطني العراقي لكرة القدم وشارك معه في كثير من المباريات الدولية وآخرها دورة موسكو الأولمبية عام 1980.                                                        |
| جليل حنون           | كرة القدم           | لاعب المنتخب الوطني العراقي لكرة القدم وشارك معه في كثير من المباريات الدولية وآخرها دورة موسكو الأولمبية عام 1980.                                                        |
| صبيح عبد علي        | كرة القدم           | لاعب المنتخب الوطني العراقي لكرة القدم وشارك معه في كثير من المباريات الدولية وآخرها بطولة الصداقة والسلام في طهران عام 1969                                               |
| غضبان حنين          | المصارعة            | شارك في الدورة الرياضية العربية الرابعة في القاهرة سنة 1965 |
| محمد فائق لطيف      | رفع الأثقال         | شارك في رفع الأثقال في الدورة الرياضية العربية الرابعة في القاهرة سنة 1965 وحصل على الوسام الفضي                                                                           |
| عثمان محسن          | الدراجات الهوائية   | شارك في سباق مصر الدولي في القاهرة 1961 |
| رشيد عبد النبي      | ساحة وميدان         | شارك في الساحة والميدان في الدورة الرياضية العربية المدرسية في مصر سنة 1975                                                                                                |
| عبد العباس جبار     | رفع الأثقال         | بطل رفع الأثقال الدورة الآسيوية في إيران سنة 1974 |
| غالب هرمو           | كرة الطاولة         | بطل كرة الطاولة في الدورة العربية الخامسة في دمشق سنة 1976 |
| سهيل خليل           | رفع الأثقال         | بطل رفع الاثقال في الدورة الآسيوية في إيران سنة 1974 وبطولة الصداقة في بولونيا سنة 1974 وفي الدورة الرياضية العربية في دمشق سنة 1976 وفي بطولة آسيا في بانكوك سنة 1978     |
| راضي كاظم علي       | ساحة وميدان         | بطل ساحة وميدان بطولة العالم العسكرية سنة 1969 في فرنسا وبطولة العالم العسكرية في إيطاليا سنة 1974 وفي الدورة الآسيوية في إيران سنة 1974                                   |

## الإحصاءات

### في البطولات الدولية
آخر تحديث 17 أيار 2006.
| المسابقة        | السجل | السجل | السجل | السجل | السجل  |
| المسابقة        | م     | ف     | ت     | خ     | فوز %  |
| --------------- | ----- | ----- | ----- | ----- | ------ |
| دوري أبطال آسيا | 6     | 0     | 2     | 4     | 000٫00 |
| المجموع         | 6     | 0     | 2     | 4     | 000٫00 |

## المنافسات
هنالك تنافس كبير بين نادي الميناء ونادي نفط الجنوب، ويطلق عليه ديربي البصرة، وتشهد مواجهة الفريقين بحضور جماهيري وإعلامي واسع.

## معرض صور

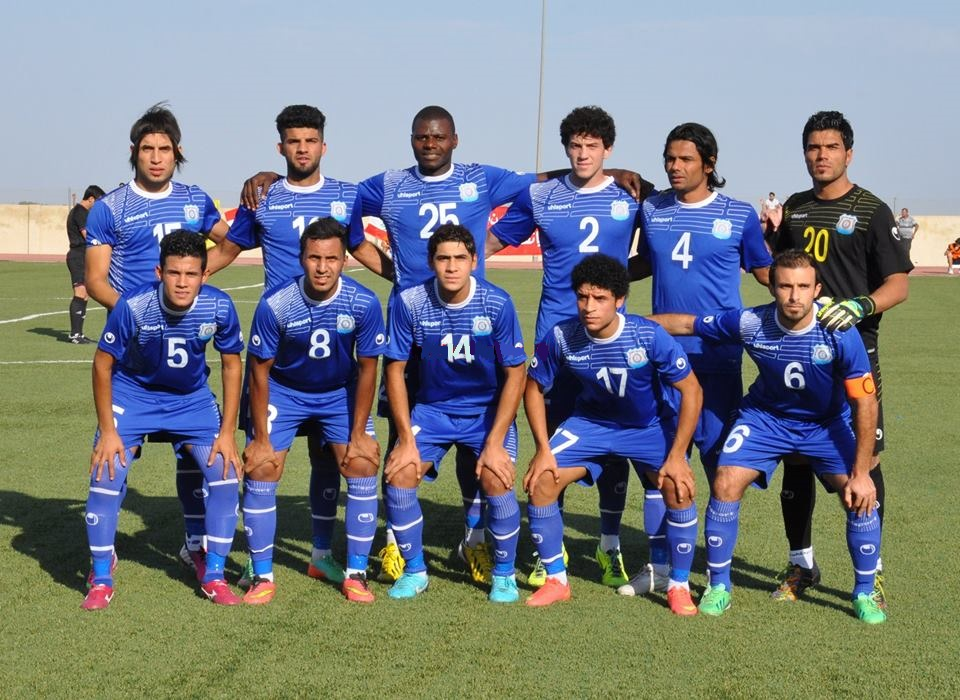
فريق الميناء لكرة القدم
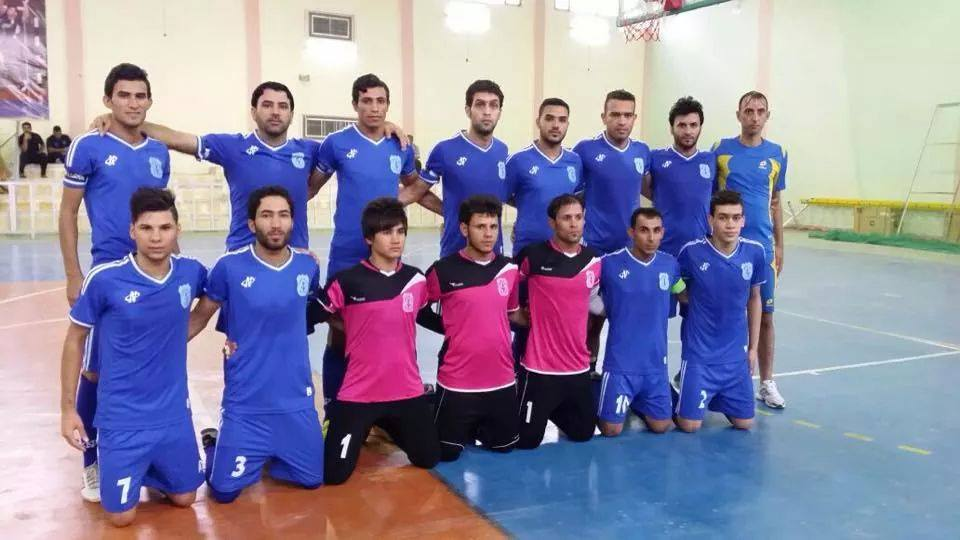
فريق الميناء لخماسي الكرة
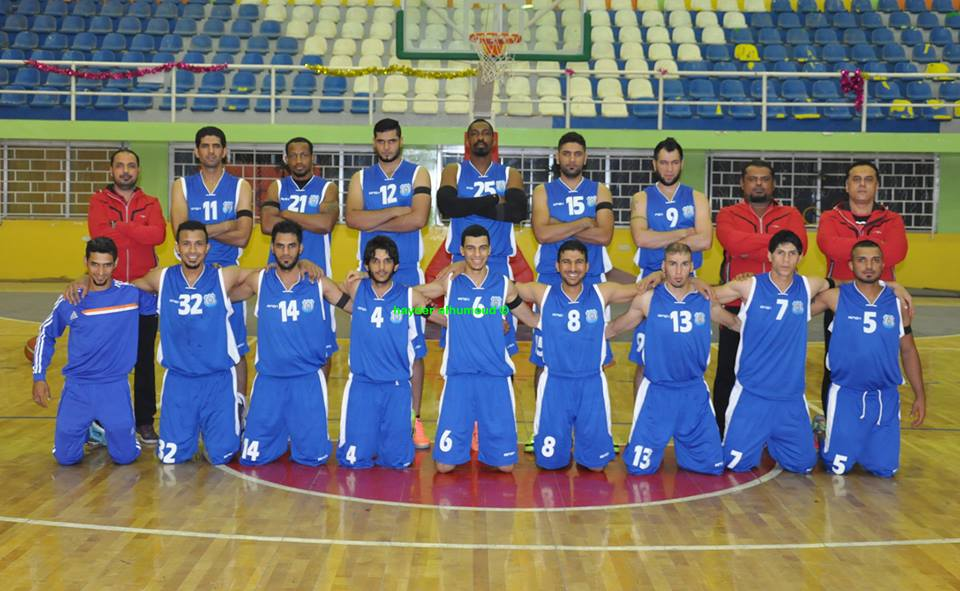
فريق الميناء لكرة السلة
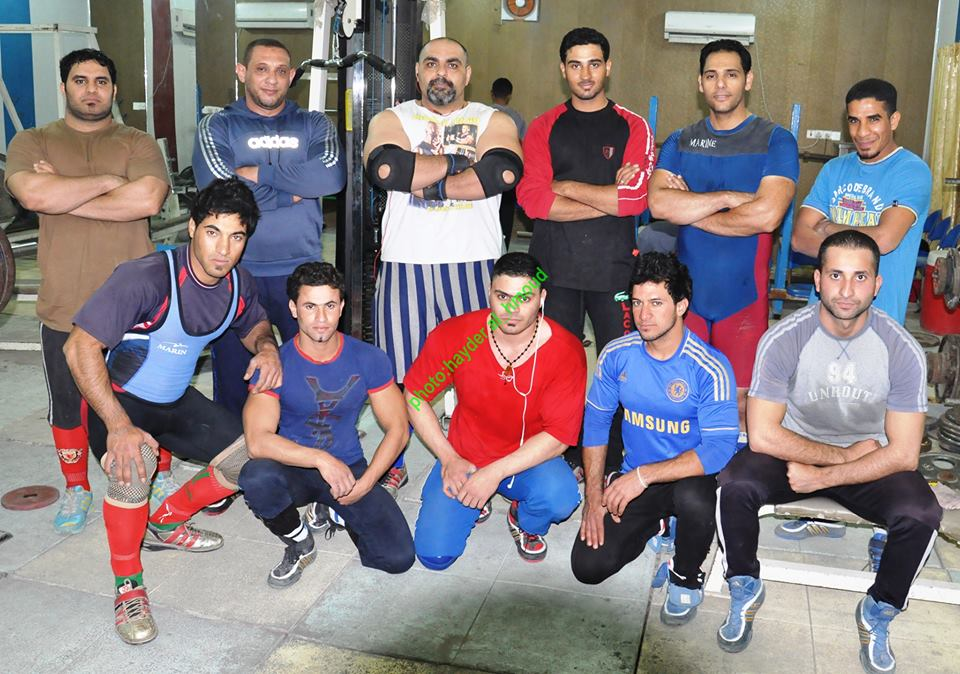
فريق الميناء لألعاب القوى
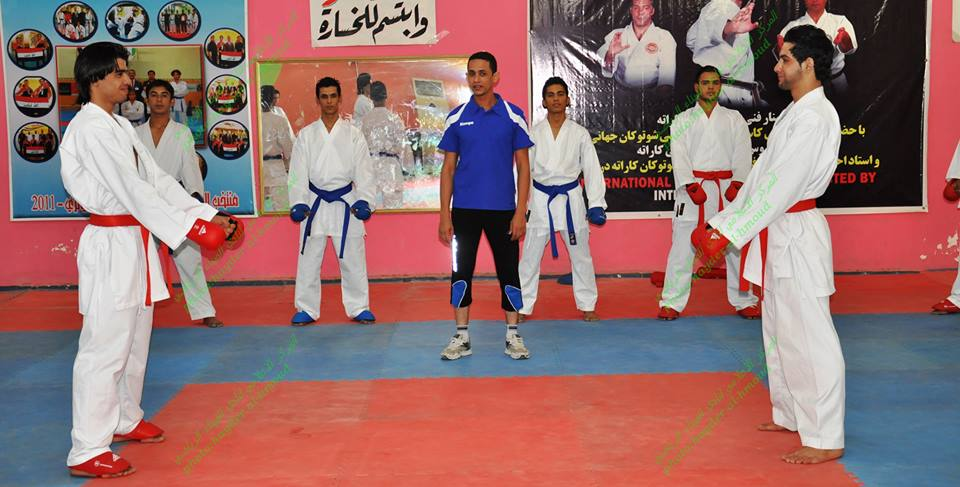
أبطال من الميناء في الكراتيه
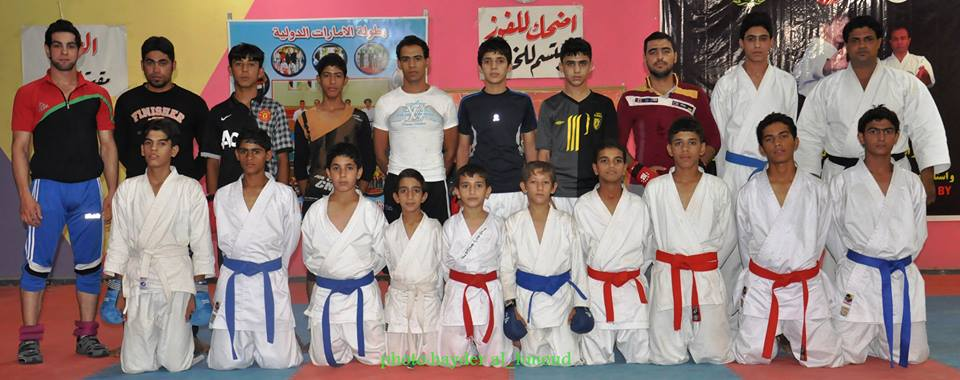
شباب وناشئة الميناء للكراتيه
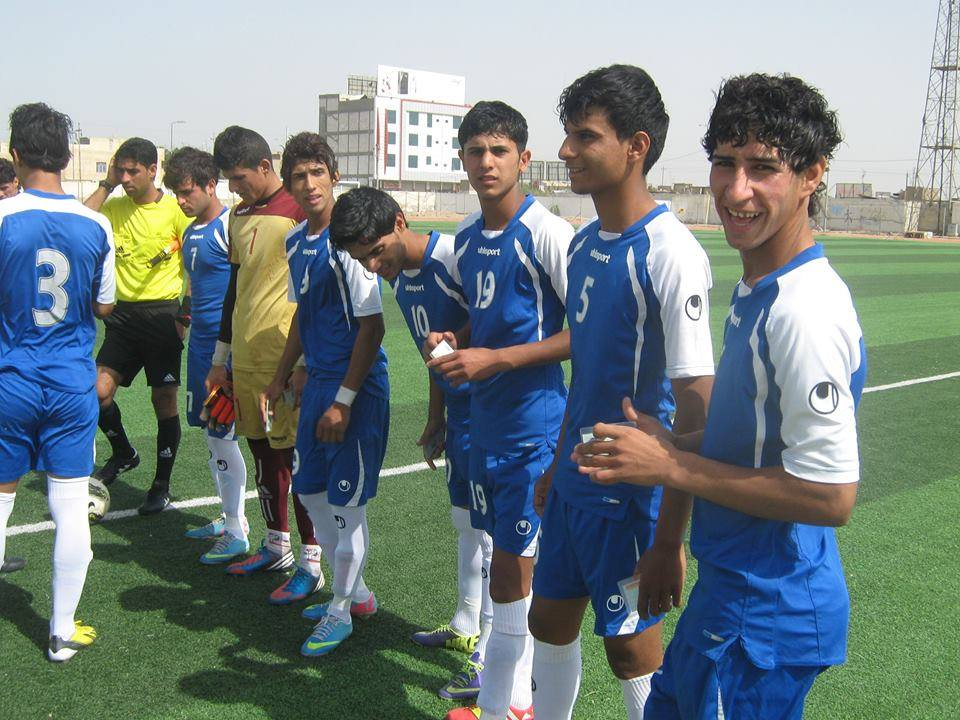
فريق شباب الميناء لكرة القدم
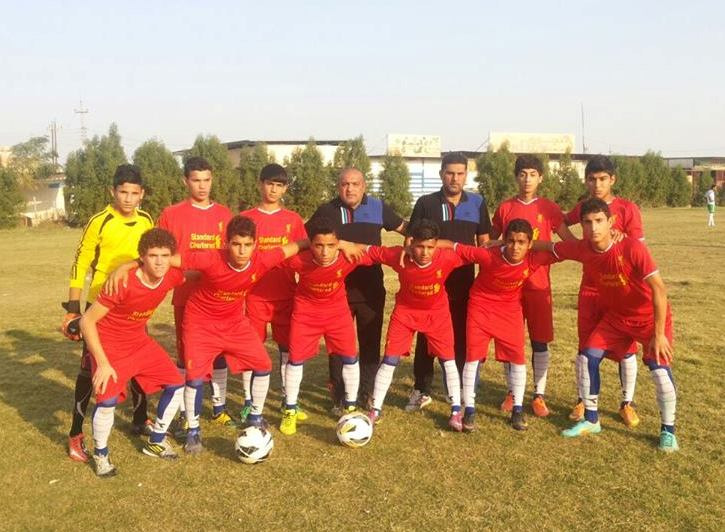
فريق ناشئة الميناء لكرة القدم
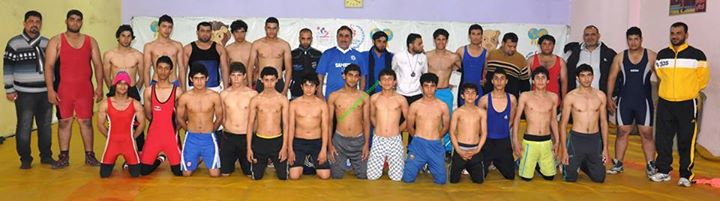
فريق الميناء للمصارعة
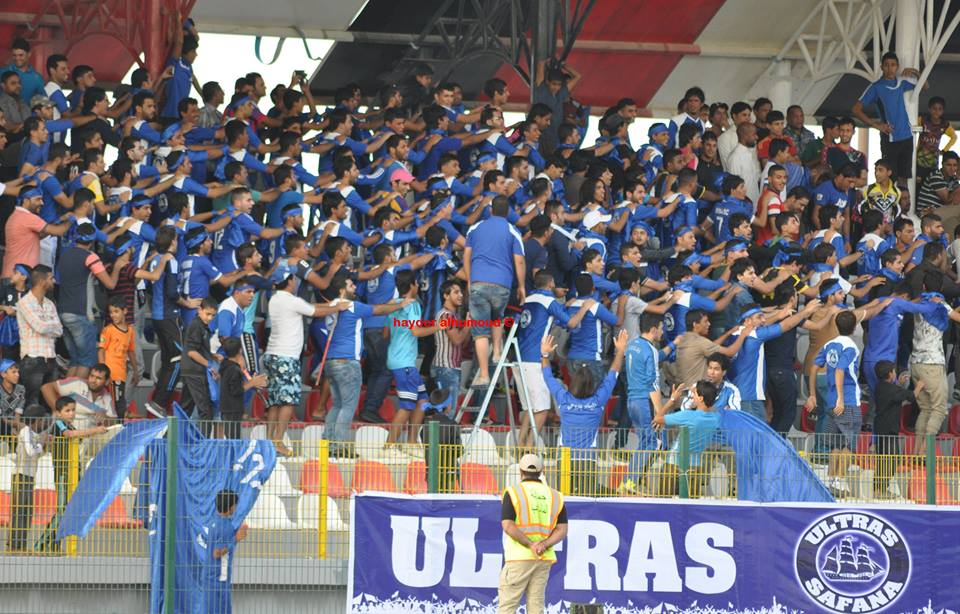
ألتراس السفانة
الشعار السابق

## الموقع الرسمي
```
 
http://www.alminaasc.com
```